# Hemming (Bischof)

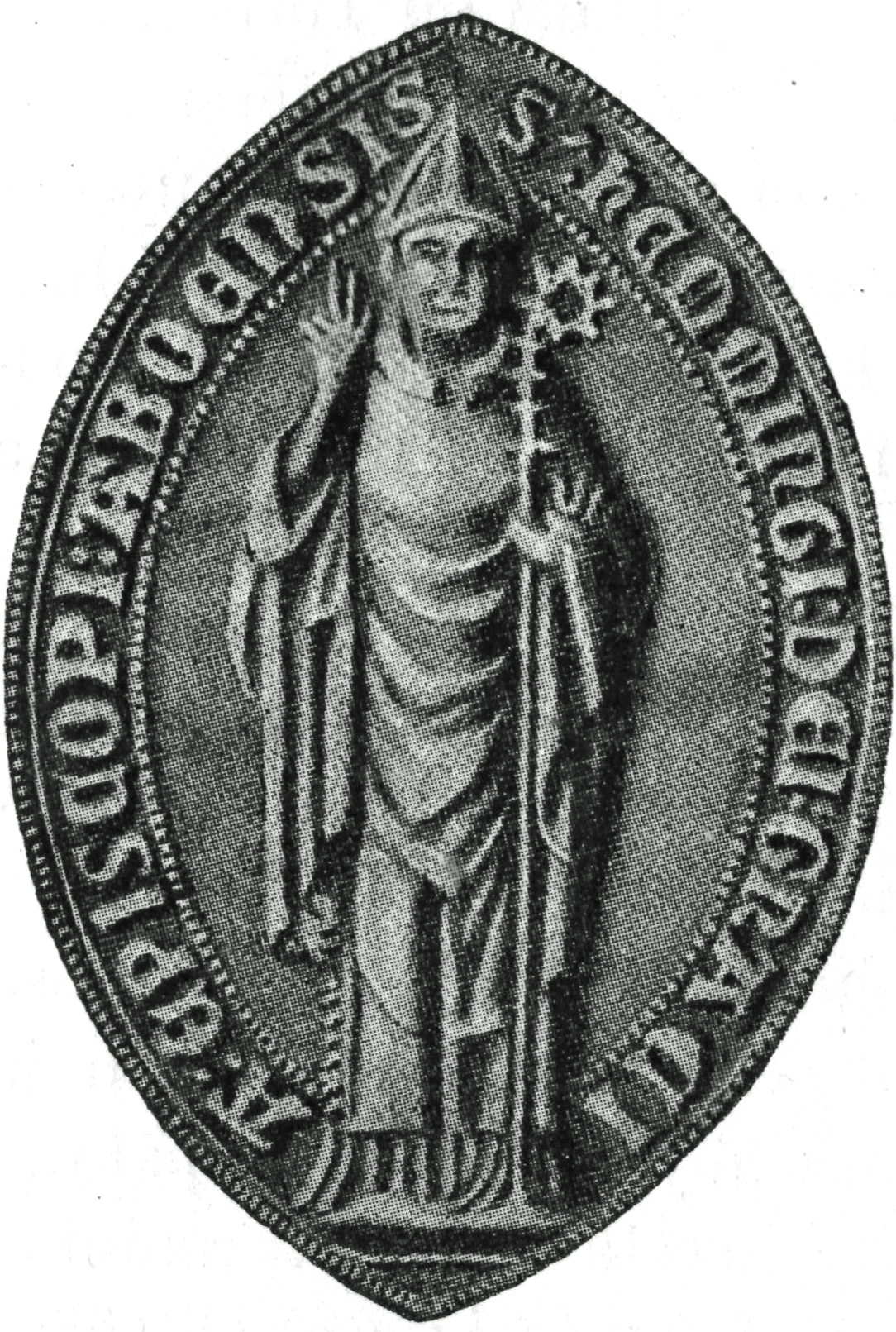
Siegel Hemmings

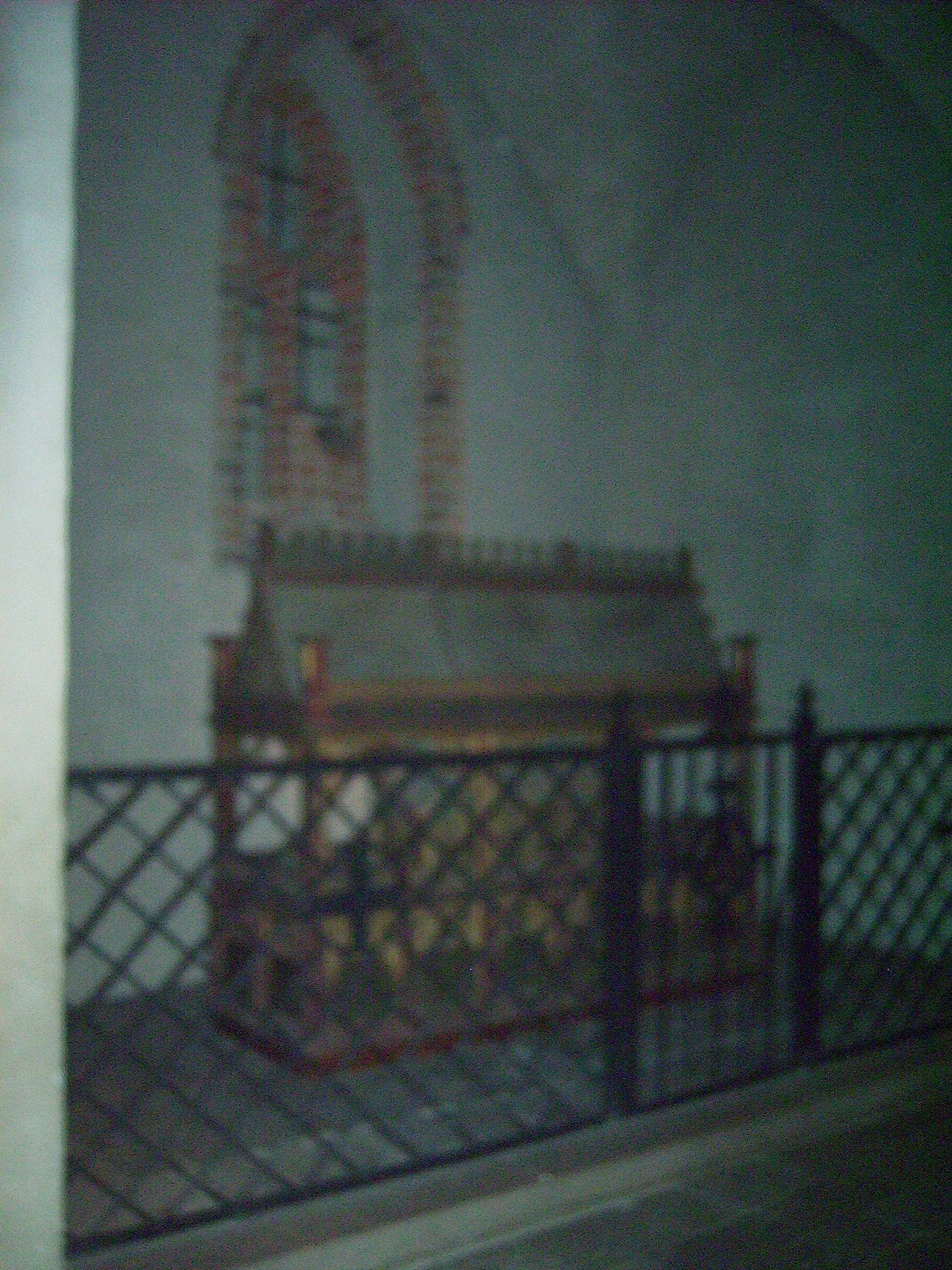
Grab Hemmings im Dom von Turku

Hemming (* etwa 1290; † 21. Mai 1366 in Turku) war Bischof von Turku in Finnland.

## Leben
Hemming war gebürtiger Schwede. Vermutlich studierte er in Paris. 1329 wurde er Domherr in Turku. Im Jahr 1338 erfolgte seine Wahl zum Bischof von Turku per Akklamation. Das Amt hatte er bis zu seinem Tode inne. Als Bischof war er bemüht, das Kanonische Recht durchzusetzen. So verbot er den Priestern, Kinder im Haus zu haben; offenkundig waren die Regelungen des Zölibats zu diesem Zeitpunkt noch nicht durchgesetzt. Darüber hinaus führte er in Finnland den Zehnt ein. Er ließ Kirchen errichten und den Dom von Turku ausbauen. Hemming galt als fromm.
In der Mitte der 1340er Jahre lernte er die später heiliggesprochene Birgitta von Schweden kennen und wurde zu einem ihrer Anhänger. Insbesondere unterstützte er sie in ihren Bemühungen zur Erneuerung der katholischen Kirche. Birgitta benannte Hemming in ihren Offenbarungen und schilderte ihn als furchtlos, wahrheitsliebend und stets vorwärtsstrebend. 1348 reiste er mit dem Beichtvater Birgittas zu Papst Clemens VI. nach Avignon. Ziel der Reise war es, den Papst dazu zu bewegen, den Sitz des Heiligen Stuhls wieder nach Rom zu verlegen.
Ende des 14. Jahrhunderts begannen Versuche einer Kanonisierung Hemmings. 1514 erfolgte seine Seligsprechung. Seine Gebeine wurden zusammen mit anderen Reliquien im Dom von Turku in einem Schrein aufgestellt. Die beabsichtigte Heiligsprechung kam durch die in den 1520er Jahren in Finnland einsetzende Reformation nicht mehr zustande.